# Грехам Аллісон
Грехам Тіллетт Аллісон (англ. Graham T. Allison; 23 березня 1940, Північна Кароліна, США) — відомий американський політолог, провідний аналітик американської політики національної безпеки, перший декан Вищої школи державного управління ім. Джона Ф. Кеннеді при Гарвардському університеті, директор Центру з питань науки і міжнародних відносин ім. Белфера і почесний професор державного управління ім. Дугласа Диллона. Працював спеціальним радником міністра оборони при президенті Рейгані і заступником міністра оборони при президенті Клінтоні.

## Біографія
Грехам Тиллетт Аллісон молодший народився 23 березня 1940 року в США в штаті Північна Кароліна. В 1962 році закінчив Гарвардський університет з відзнакою, два роки навчався в Оксфордському університеті, потім знову повернувся в Гарвардський університет, щоб отримати ступінь доктора наук у галузі філософії та політології, чого він домігся в 1968 році.
Його академічна кар'єра почала складатися в Гарвардському університеті, де він працював доцентом з 1968 року, потім як ад'юнкт-професор з 1970 року, а з 1972 року як професор у відділі Уряду. Став першим деканом Вищої школи державного управління імені Джона Ф. Кеннеді при Гарвардському університеті в 1977 і займав цю посаду до 1989 року. За цей час школа збільшилася в розмірі на 400 %, а її постачання покращився на 700 %. Також доктор Алісон був членом Центру Спеціальних досліджень (1973—1974), консультантом Корпорації РЕНДА, членом Ради з Міжнародних відносин, членом Тристоронньої Комісії (1974—1984), працював спеціальним радником міністра оборони при президенті Рейгані і заступником міністра оборони при президентові Клінтоні. Грехам Т. Аллісон був великою мірою залучений в американську політику оборони, починаючи з роботи радника і консультанта Пентагону в 1960-х. Він був членом Ради із зовнішньої політики Міністра оборони з 1985, спеціальним радником Міністра оборони (1985—1987), скоординував стратегію і політику по відношенню до держав колишнього Радянського Союзу. Президент Білл Клінтон нагородив Аллисона медаллю за те, що він «змінив відносини з Росією, Україною, Білоруссю і Казахстаном, що сприяло зменшенню колишнього радянського ядерного арсеналу». Він був також неофіційним радником кампанії з виборів президента Майкла Дукэкиса в 1988 році, членом Комісії МАГАТЕ. У першій половині 1990-х років Аллісон обіймав посаду заступника міністра оборони США. Доктор Аллісон був організатором Комісії з Національним інтересам Америки (у 1996 і 2000 роках), яка включала провідних Сенаторів і фахівців з національної безпеки з усіх кінців країни, в тому числі колишніх Сенаторів Сема Нанна і Боба Грема, Сенаторів Джона Маккэйна і Пета Робертса, Кондолізу Райс, Річарда Армитэджа, і Роберта Эллсуорта. В даний час Грехам Т. Аллісон є директором Центру з науки та міжнародних відносин ім. Белфера і почесним професором державного управління ним. Дугласа Діллона. Він відноситься до числа класиків сучасної політології, навчання у нього пройшли багато відомих сьогодні високопоставлені політики, дипломати, державні діячі як США, так і багатьох інших країн.

## Наукова діяльність
У своїх наукових працях Грехам Т. Аллісон порушує найбільш важливі питання кінця XX століття, в тому числі пов'язані з урегулюванням Кубинської ракетної кризи, з загрозою отримання терористами ядерної зброї і його застосування, ставить проблему використання ядерної зброї екстремістськими неурядовими організаціями, розглядає комплекс заходів, який повинен бути прийнятий як на національному, так і на міжнародному рівні для запобігання ядерного тероризму, констатує необхідність запобігання ядерного тероризму, яке має «стати абсолютним національним пріоритетом».
Грехам Т. Аллісон здобув популярність і визнання ще на початку 1970-х років своєю фундаментальною працею «Суть рішення: Пояснення кубинського ракетного кризи» (Essence of Decision: Explaining the Cuban Missile Crisis), в 1999 році вона була перевидана. У цій книзі Грехам Т. Аллісон розвиває дві нові технічні парадигми організаційну модель процесу та бюрократичну модель політики, намагаючись конкурувати з поширеним тоді підходом розуміння прийняття рішення у зовнішній політиці. «Сутність рішення…» стрімко реконструювала дослідження прийняття рішення в політології та за її межами. Доктор Аллісон також є автором багатьох інших серйозних робіт з проблем міжнародної безпеки, зокрема в роботі «Від холодної війни до тристороннього співробітництва в азіатсько-тихоокеанському регіоні. Сценарії розвитку нових відносин між Японією, Росією і Сполученими Штатами», яка була написана на початку серпня 1992 року, він описує проблему з точки зору необхідності подолання радянської ядерної загрози. В останні роки найбільш важливою проблемою для лікаря Аллисона є загроза ядерного тероризму. У своїй книзі «Ядерний Тероризм: Остаточна Предотвратимая Катастрофа», яка тепер перевидана третій раз і була відібрана Нью-Йорк Таймс(New-York Times) як одна з «100 найвідоміших книг 2004 року», він піднімає питання, пов'язані з загрозою отримання терористами ядерної зброї і його застосування. Аллісон розглядає також комплекс заходів, який повинен бути прийнятий як на національному, так і на міжнародному рівні для запобігання ядерного тероризму.
Також Грехам Т. Аллісон відомий своєю мужньою критикою політики Дж. Буша-молодшого напередодні початку війни в Іраку, коли в країні домінувала ура-патріотична істерія і число тих, хто готовий був публічно застерігати Білий дім від розв'язування війни в Іраку, обчислювалася одиницями. Його позиція знайшла своє відображення у численних доповідях.

## Пастка Фукідіда
Аллісон ввів в обіг термін «пастка Фукідіда» для опису політичної ситуації, в якій приводом до війни служить страх існуючої могутньої держави перед зростаючою міццю суперника. Фукідід в «Історії Пелопоннеської війни» писав: «Істинним приводом до війни (хоча і самим прихованим), на моє переконання, був страх спартанців перед зростаючою могутністю Афін, що і змусило їх воювати». Термін «пастка Фукідіда» застосовується у сучасній політичній аналітиці та журналістики для опису міжнародних відносин, наприклад, Китаю і США.

## Подальший вплив на суспільні науки
Погляди доктора Грехама Аллисона стали найпоширенішим поясненням того, яким чином приймаються рішення і здійснюються в сфері національної безпеки. Широко визнано, що його роботи мали винятково важливе вплив на аналіз рішень з питань національної безпеки, а також на політику президентів Сполучених Штатів Америки. Це призвело до значного зниження ролі ядерного чинника у світовій політиці. Однак, все ще залишається небезпека застосування ядерної зброї терористичними організаціями, що дозволяє нам зробити висновок про те, що всі ми повинні об'єднаються для боротьби з тими, хто вважає подібні заходи прийнятними.

## Критика прихильників і супротивників
Як і у будь-якого політолога, доктора Аллісон є свої прихильники і противники. Так А. А. Кокошин, академік РАН, вважає, що книга «Ядерний тероризм: Остаточна Предотвратимая Катастрофа» дуже важлива і цікава, і що в ній «Аллісон обґрунтовано пише про те, що в минулому зусилля міжнародного співтовариства щодо нерозповсюдження ядерної зброї були далеко не безплідні», але все ж говорить, що в його книзі лише побіжно згадується небезпека можливого застосування екстремістськими організаціями ядерної зброї. В цілому академік згоден з точкою зору автора з питань взаємодії ядерних держав. Також діяльність доктора Аллисона отримує схвалення з боку С. К. Ознобищева, директора Інституту стратегічних оцінок, професора МДІМВ МЗС РФ, щодо питання поширення тероризму по всьому світу: «Р. Аллісон пропонує світовим державам серйозно змінити підходи до забезпечення режиму ядерного нерозповсюдження. До колишнього американського міністра оборони вчасно не прислухалися — підсумок виявився трагічним. Хочеться сподіватися, що рекомендації Грема Аллісон — політика і вченого з багатим практичним досвідом, будуть прийняті до уваги».
Найбільш відомим критиком Грехама Т. Аллісон є Мілтон Фрідман, який був не згоден з точкою зору доктора з декількох питань: він вважав, що раціональні теорії повинні бути збережені, так як вони забезпечують точне передбачення, що інформація, представлена в роботах Аллисона занадто широка, а тому вона не зручна у використанні під час криз, з чим доктор навіть погодився, але не зовсім. Також, Дж. Вендор і Т. Хаммонд вказують на те, що, відкидаючи модель раціонального вибору, Аллісон, фактично, не піддав її належної перевірки, а тому його відмова від цієї моделі виглядає необґрунтованим. Вони наголошують, що, «по-перше, раціональність не можна зводити, як це робить Аллісон, до досягненню єдиної завдання або мети. Той факт, що наявність однієї або багатьох цілей не є головним фактором при виборі рішення, не означає, що він не враховується при прийнятті раціонального рішення. По-друге, Вендор і Хаммонд відзначають, що в рамках моделі раціонального дійової особи Аллісон розглядає проблеми в один момент часу, тоді як результати вибору політичного рішення, навіть у період самого гострої кризи, майже обов'язково будуть мати якісь наслідки і надалі. І, нарешті, по-третє, вони показують, що Аллісон не враховує проблему невизначеності при раціональному виборі». У свою чергу, Б. Чайлдресс і Дж. Ахарт (схвалюють) вважають, що «успіхи в дослідженні процесу прийняття рішень з питань національної безпеки призводять до очевидного висновку, що організаційно-бюрократичні моделі політики Аллісон не вичерпують теоретичних пояснень того, ким і чим визначається політика безпеки США». Схиляючись до когнітивної моделі в дослідженні процесу прийняття зовнішньополітичних рішень, зазначені автори в той же час вважають, що критика висновків Аллисона анітрохи не применшує проникливості і користі його роботи. Вона лише «спонукає приділяти більше уваги ролі і впливу вищого керівника, що приймає рішення».

## Список творів

### Надруковані російською мовою
1. Аллісон Р. Сутність рішення: Пояснення кубинського ракетного кризису М., 1971. (перевидана в 1999 році);
2. Аллісон Р., Кімура Х., Саркисов К. Від холодної війни до тристороннього співробітництва в азіатсько-тихоокеанському регіоні. Сценарії розвитку нових відносин між Японією, Росією і Сполученими Штатами ., 1993.
3. Шафритц Д., Хайд А. Класики теорії державного управління: американська школа (стаття під назвою «Державний і приватний менеджмент: вони є схожими по суті у всіх другорядних моментах?») М., 2003.
4. Аллісон Р. Ядерний Тероризм: Остаточна Предотвратимая Катастрофа М., 2004.

### Не російською мовою
1. Allison G. Conceptual Models and the Cuban Missile Crisis
2. Power S., Allison G. Realizing human rights 23.05.2006.
3. Allison G. Could the US and Russia Wind up at War? The Boston Globe, 1999.
4. Allison G. russia's 'Loose Nukes': The continuing threat to American security. Harvard Magazine, 2000.